# Schlacht von Gembloux
Schlacht um die Niederlande

Maastricht – Mill – Den Haag – Rotterdam – Zeeland – Grebbeberg – Afsluitdijk – Bombardierung von Rotterdam
Invasion von Luxemburg

Schusterlinie
Schlacht um Belgien

Fort Eben-Emael – K-W-Linie – Dyle-Plan – Hannut – Gembloux – Lys
Schlacht um Frankreich

Ardennen – Sedan – Maginot-Linie – Weygand-Linie – Arras – Boulogne – Calais – Dünkirchen (Dynamo – Wormhout) – Abbeville – Lille – Paula – Fall Rot – Aisne – Westalpen – Cycle – Saumur – Lagarde – Aerial – Fall Braun
Die Schlacht von Gembloux war eine Schlacht zwischen französischen und deutschen Heereseinheiten während des Westfeldzuges im Rahmen des Zweiten Weltkriegs, die am 14. und 15. Mai 1940 bei Gembloux im zentralen Teil Belgiens, ca. 40 km südöstlich von Brüssel stattfand.
Die Armée de terre erzielte einen taktischen Erfolg, da der Vormarsch der Wehrmachtsverbände verzögert werden konnte. Operativ handelte es sich gleichwohl um einen Sieg der deutschen Truppen.

## Vorgeschichte
Der am 10. Mai begonnene Angriff der Heeresgruppe A durch die Ardennen war planmäßig verlaufen.
Das XVI. Panzerkorps der Heeresgruppe B unter Erich Hoepner hatte die Maas und ganz in der Nähe des belgischen Forts Eben-Emael auch den Albert-Kanal überquert.
Die Alliierten versuchten, vorgeschobene Positionen entlang dem Fluss Dijle einzunehmen und dort den Vormarsch der Wehrmacht aufzuhalten. Eine Schwachstelle – weil ohne natürliche Hindernisse – bildete die ungefähr 33 km lange, sogenannte Gembloux-Lücke.
Hier wurden starke französische Einheiten zusammengezogen; eine vorgelagerte Panzersperre verstärkte die Stellung. Das französische Kavalleriekorps Prioux unter General René Prioux war noch weiter vorgerückt und hatte bei Hannut den deutschen Aufmarsch verzögert, um genügend Zeit für den Ausbau der Dyle-Stellung zu sichern. Es musste sich am 13. Mai auf Gembloux zurückziehen, da die Deutschen mit Panzerspitzen durchgebrochen waren. (Hauptartikel → Schlacht bei Hannut)
Die deutschen Kräfte setzten nach. Bei Gembloux, 35 km im Südwesten, gingen die Kämpfe am 14. Mai in die nächste Runde. Bei dem schnellen Vorstoß blieben die Infanteriedivisionen zunächst hinter den motorisierten Verbänden zurück.

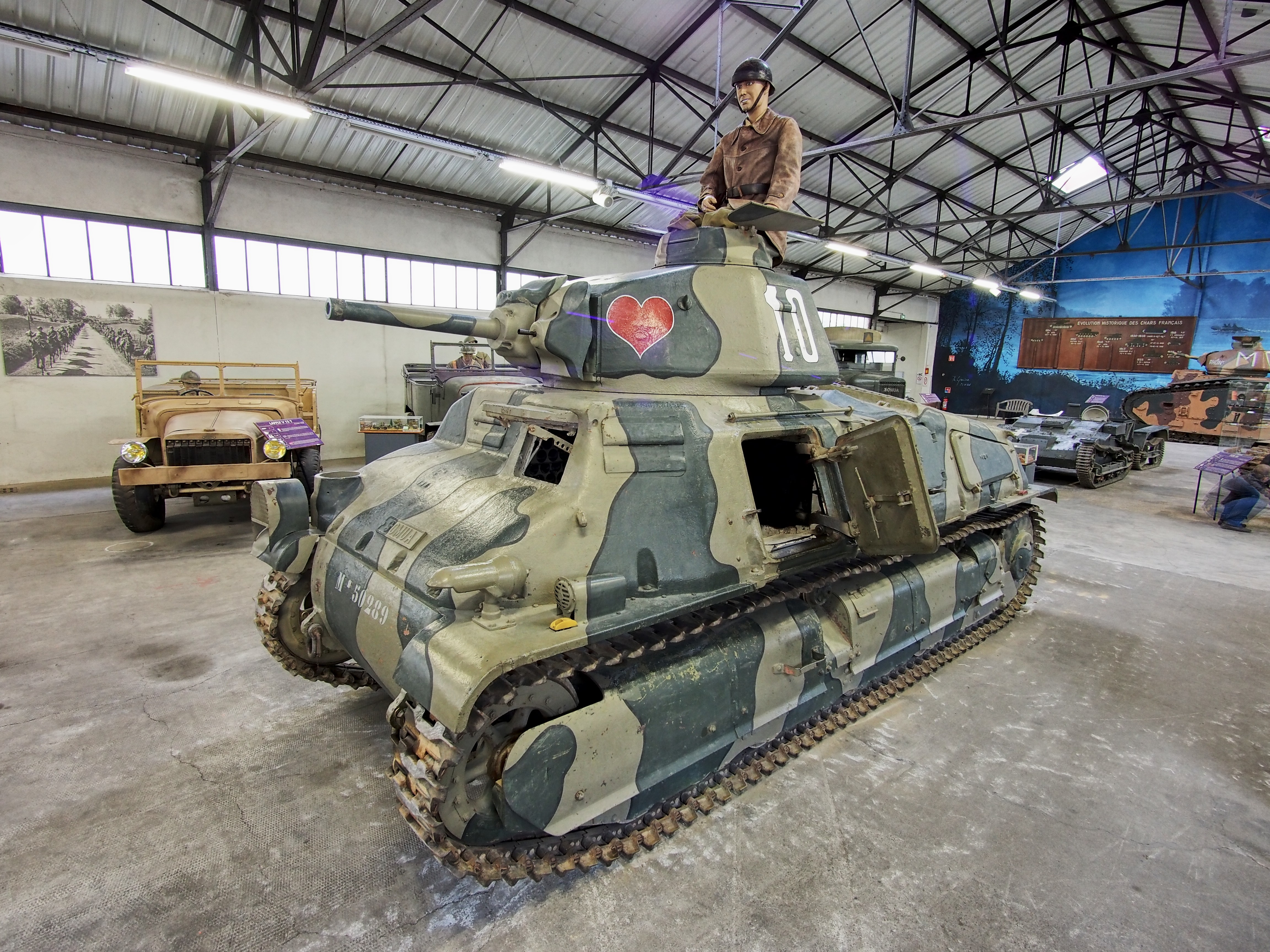
Französischer Panzer Typ Somua S-35

Bei Hannut hatte sich deutlich gezeigt, dass die französischen Panzer (vor allem die Somua S-35) den deutschen Panzern der Typen I bis III überlegen waren – nur die Panzer IV konnten gegen die starke Panzerung des Somua etwas ausrichten.

## Kräfte

### Armée de terre
Auf französischer Seite wurde die Schlacht durch die 1. Armee unter General Georges Blanchard geführt.
Ein Kavallerie-Korps, geführt von General René Prioux, wurde aus der 2e Division Légère Mécanique (2e DLM) und 3e Division Légère Mécanique (3e DLM) zusammengestellt. Es verfügte insgesamt über 266 kampfstarke Panzer Somua S-35 und 379 Hotchkiss H-35 leichte Panzer.
Die Angaben über beteiligte Armee-Korps sind unterschiedlich. Sicher waren vor Ort:
3e corps d'armée (3. Armeekorps)
- 2e division d'infanterie nord-africaine (2e DINA; 2. Nordafrikanische Infanterie-Division), général Pierre Dame

mit 2 Schützenregimentern (RTA; régiment de tirailleurs algériens) und einem Zuaven-Regiment
- 1re division d'infanterie motorisée (1re DIM; 1. motorisierte Infanterie-Division), général Malivoire-Filhol de Camas

mit 4 Infanterie-Regimentern und zwei Artillerie-Regimentern
4e corps d'armée (4. Armeekorps)
- 1re division marocaine (1re DM; 1. Marokkanische Division), général Mellier

mit 3 Schützenregimentern (RTM; régiment de tirailleurs marocains) und einem Artillerie-Regiment
- 15e division d'infanterie motorisée (15e DIM; motorisierte Infanterie), général Alphonse Juin

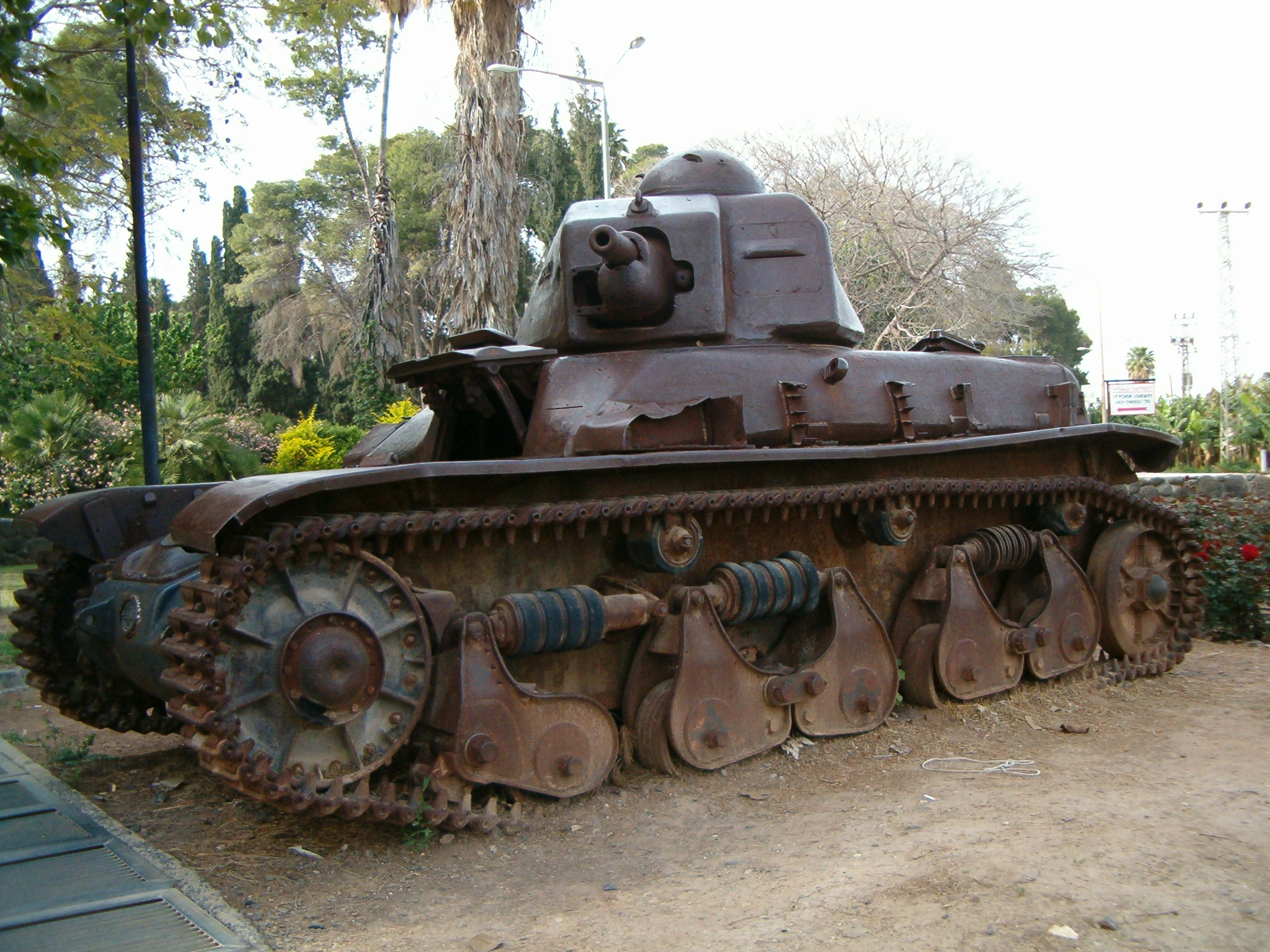
Renault R-35

Französische Infanterie-Divisionen hatten 3 Regimenter, dazu zwei Artillerie-Regimenter und Unterstützungsverbände. Die Bewaffnung bestand aus modernen Granatwerfern, 52 Hotchkiss Pak Kaliber 2,5 cm (Canon léger de 25 antichar SA-L mle 1937) und sechs 47 mm APX Pak (Canon antichar de 47 mm modèle 1937). Die Artillerie verfügte über Geschütze Canon 75 M(montagne) modele 1928 und Canon de 155mm GPF Feldartillerie aus dem Ersten Weltkrieg. Motorisierte Infanterie-Divisionen hatten ein Bataillon Panzerkampfwagen mit 45 Renault R-35: Langsam, Besatzung zwei Reservisten, ohne Funkgerät und bewaffnet mit AC 37 Pak mit langsamer Schussfolge und geringer Wirkung; der Renault war jedoch gut gepanzert und bildete ein kleines Ziel.
Eine entscheidende Schwäche der Franzosen war der Mangel an Luftunterstützung. Die 1. Armee hatte gerade noch 26 Jagdflugzeuge zur Verfügung.

### Wehrmacht

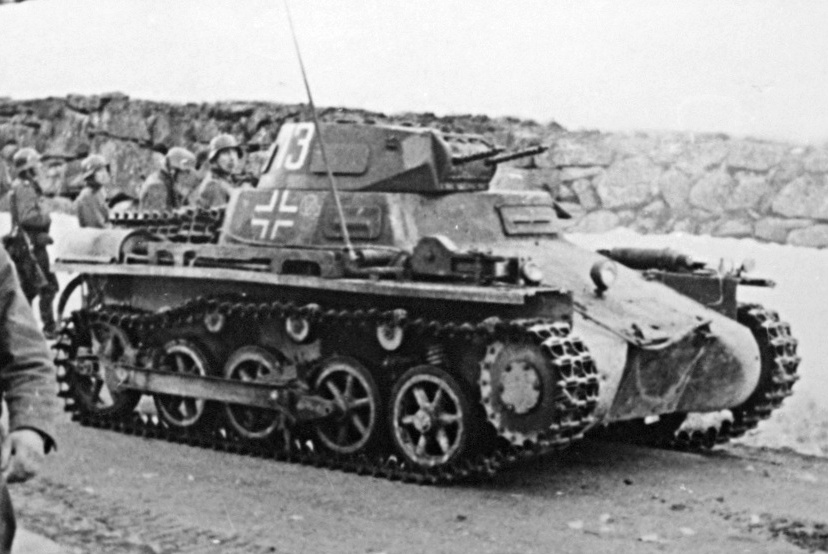
Deutscher Panzer I (hier in Norwegen gezeigt)

Auf Seiten der Wehrmacht waren folgende Einheiten im Raum Gembloux eingesetzt:
Das XVI. Armeekorps, General der Kavallerie Erich Hoepner
- 3. Panzer-Division, Generalleutnant Horst Stumpff

mit der 3. Panzer-Brigade (343 Kampfwagen), der 3. Schützen-Brigade (motorisiert), einem Artillerie-Regiment und einem Geschwader Aufklärungsflugzeuge, dazu unterstützende Pionier- und Versorgungseinheiten. Unter den 343 Panzerkampfwagen waren nur 42 mittlere des Typs III und 26 schwerere des Typs IV.
- 4. Panzer-Division, Generalleutnant Johann Joachim Stever

mit der 5. Panzer-Brigade (331 Kampfwagen), der 4. Schützen-Brigade (motorisiert), zwei Artillerie-Regimenter und Unterstützungsverbande wie bei der 3. Panzer-Division. Unter den 331 Panzerkampfwagen waren nur 20 mittlere des Typs III und 24 schwerere des Typs IV.
- 20. Infanterie-Division (motorisiert), Generalleutnant Mauritz von Wiktorin

mit 3 Infanterie-Regimentern und 2 Artillerie-Regimentern sowie Unterstützungseinheiten.
- 35. Infanterie-Division, General der Infanterie Hans Wolfgang Reinhard

mit 3 Infanterie-Regimentern und 2 Artillerie-Regimentern sowie Unterstützungseinheiten.
Vom IV. Armeekorps, General Viktor von Schwedler
- 31. Infanterie-Division, Generalleutnant Rudolf Kaempfe

mit 3 Infanterie-Regimentern und einem Artillerie-Regimentern sowie Unterstützungseinheiten.
- 7. Infanterie-Division, Generalleutnant Eccard Freiherr von Gablenz

mit 3 Infanterie-Regimentern und 2 Artillerie-Regimentern sowie Unterstützungseinheiten.
- 18. Infanterie-Division, Generalleutnant Friedrich-Carl Cranz

mit 3 Infanterie-Regimentern und einem Artillerie-Regimentern sowie Unterstützungseinheiten.

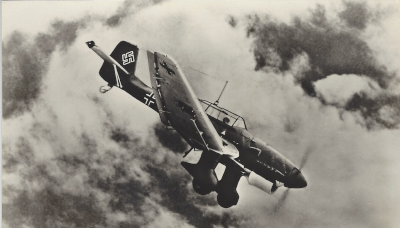
Junkers Ju 87

Die deutsche Luftwaffe hatte die Lufthoheit über Belgien. Die Luftflotte 2 unterstützte die Heeresgruppe B; sie verfügte am 10. Mai über rund 170 mittlere Bomber und rund 550 einmotorige Jagdflugzeuge, wovon jedoch nicht alle Maschinen in der Anfangsphase des Westfeldzugs einsatzbereit waren. Das Oberkommando der Luftwaffe (OKL) verstärkte die Luftflotte 2 am Morgen des 15. Mai mit dem I. Fliegerkorps der Luftflotte 3 (rund 300 mittlere Bomber). Vor allem war es das VIII. Fliegerkorps, das rund 300 Junkers Ju 87 Stukas hatte, das mit gezielten Einsätzen gegen Ziele am Boden eingreifen konnte.

## Verlauf

### 14. Mai

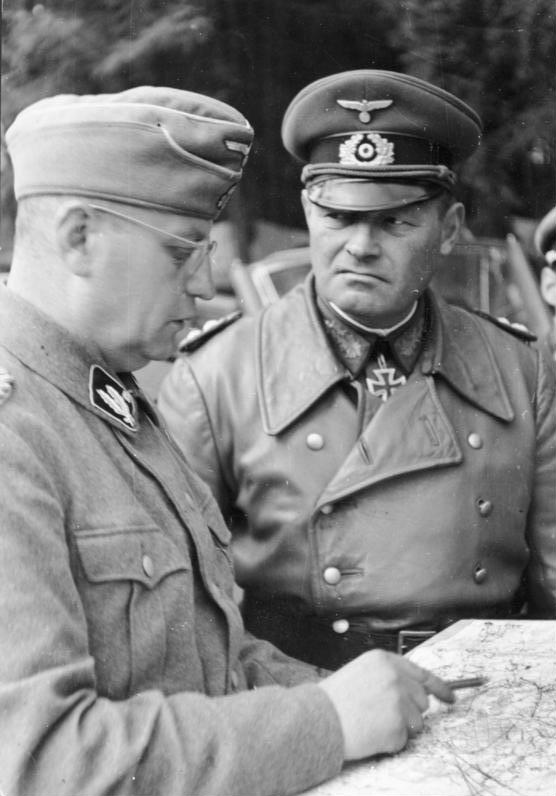
General Erich Hoepner (rechts)

Die deutschen Panzer traten am 14. Mai an, um die Dyle-Stellung zu überrennen. Zumindest bis 09:20 Uhr meldete die Luftaufklärung, dass die Stellung unbesetzt war. General Hoepner befand sich bei der 4. Panzer-Division und drängte auf schnellen Durchbruch beiderseits von Ernage (5 km nordnordwestlich von Gembloux), ohne auf die 3. Panzer-Division zu warten. Die 35. Infanterie-Division und die 20. Infanterie-Division (mot.) befanden sich beide hinter den Panzerverbänden, jeweils an deren rechter und linker Flanke. Die 4. Panzer-Division leitete den Vorstoß, bei dem Panzer- und Schützenbrigade gemeinsam operierten, ein. Die linke Flanke der Division sollte durch das Aufklärungsbataillon, ein Maschinengewehrbataillon und den größten Teil eines Panzerabwehrbataillons gedeckt werden. Um 11:30 Uhr griff die 8. Kompanie des 35. Panzerregiments mit etwa 30 Panzern von Baudeset (5 km nördlich von Gembloux) aus in Richtung der Bahnlinie südlich von Ernage an, wurde aber mit Verlust von neun Panzern durch feindliches Artilleriefeuer aufgehalten und zog sich zurück. Die 6. Kompanie konnte ihr wegen schwerem Abwehrfeuer nicht zu Hilfe kommen.
Um 13:30 Uhr stieß die 4. Panzer-Division zwischen der Bahnlinie und der Landstraße von Wavre nach Gembloux auf feindliche Stellungen. Die Stellung an der Dyle wurde also – entgegen den Aufklärungen des Vormittags – verteidigt.
Das Vorgehen der 3. Panzer-Division am 14. Mai ist weit weniger klar. An Morgen rückte sie hinter der 4. Panzerdivision vor und griff in die Kämpfe bei Ernage und auf der Straße Wavre-Gembloux ein, wobei die Panzer unter lebhaftes Artillerie- und Panzerabwehrfeuer kamen. Der Kommandeur beschloss, auf die Ankunft von Infanterieunterstützung zu warten.

#### Eilige deutsche Angriffe
General von Schwedlers IV. Armeekorps (7., 31. und 18. Infanterie-Division) sollte die rechte Flanke der Panzer decken. Die Infanterie machte am frühen Morgen des 14. Mai gute Fortschritte, ohne auf nennenswerten Widerstand zu stoßen. Die Spitzen der Infanterie-Divisionen erreichten am späten Nachmittag die Dyle-Stellung. Gegen 22:00 Uhr wurde die 18. Infanterie-Division zur Unterstützung für die 3. Panzer-Division in ihren schweren Kämpfen bei Walhain und Ernage angefordert.
Am Ende des 14. Mai meldeten die Divisionen, dass die Dyle-Stellung besetzt sei. Das Korps stieß auf zerstörte Abschnitte und Minensperren der Zufahrtswege, die schwer zu überwinden waren. Die sich zurückziehenden Franzosen verzögerten den deutschen Vorstoß nördlich von Ernage (nahe den Stellungen der 3e DLM) und um Grand Leez (nahe der 2e DLM). Währenddessen gelangen deutsche Geländegewinne weiter im Süden.
Am Abend des 14. Mai erachtete man es im Hauptquartier der französischen 1. Armee für wahrscheinlich, dass ein weiterer Rückzug unvermeidlich sei; es unterblieb jedoch, die unterstellten Einheiten von dieser Annahme in Kenntnis zu setzen. Die 1ere DIM geriet durch den Rückzug der Panzer, der belgischen Infanterie und durch die Flüchtlingsströme am Nachmittag des 14. Mai in Schwierigkeiten. Ein erster deutscher Stuka-Angriff hinterließ einen tiefen Eindruck bei der Truppe, der gleichsam eine erste Feuertaufe wurde. Falsche Gerüchte über vorhandene feindliche Fallschirmjäger führten zu Zwischenfällen mit Eigenbeschuss (friendly fire), bei denen mehrere Artilleristen getötet wurden. Am Abend kam es an der Dyle-Stellung und bei Namur zu Kontakt mit deutschen Patrouillen.

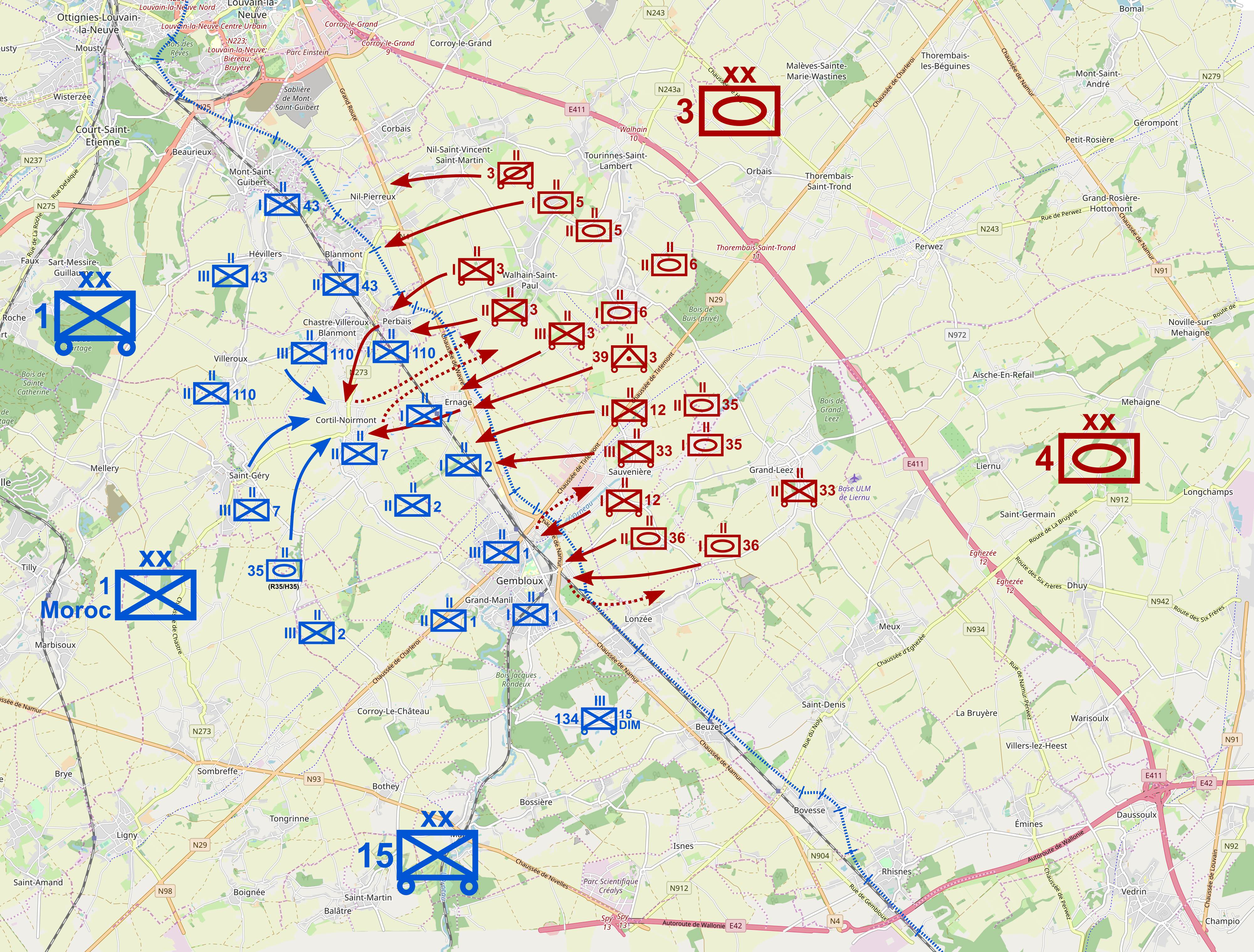
Taktische Karte Raum Gembloux 14. Mai 1940

Trotz der Erkenntnis, dass die Dyle-Stellung verteidigt wurde, drängte die Heeresgruppe darauf, den vermeintlich besiegten Feind weiter zu verfolgen.
Um 14:00 Uhr befahl das XVI. Korps der 35. Infanterie-Division, sich in Richtung Dyle-Stellung zu entwickeln, während die 20. Division (mot.) an der anderen Flanke des Korps vorrücken sollte. Um 14:05 Uhr wurde der 5. Panzerbrigade, unterstützt von einem Schützenbataillon, befohlen, in einer Bresche südlich von Ernage anzugreifen, um die Hügel östlich von St. Gery (5 km westlich Ernage-Grembloux) zu erreichen. Die Divisionsartillerie sollte das Flankenfeuer aus Ernage und Gembloux neutralisieren. Um 16:00 Uhr wurde der Angriff verzögert, damit die 3. Panzer-Division sich vorbereiten konnte. Um 16:50 Uhr begann der Angriff im Raum Ernage. Nach 18:00 Uhr drängte das XVI. Korps seine Divisionen erneut zum Angriff, aber die französischen Abwehrriegel waren standhaft. Um 20:50 Uhr gab General Hoepner seinen Divisionskommandeuren Befehl, ihre Angriffe bis zum nächsten Morgen einzustellen.

### 15. Mai
General Hoepner war entschlossen, seine Panzer mit der verfügbaren Artillerie und mit massierter Luftunterstützung gegen die solide französische Verteidigung zu werfen. Er wollte keinen weiteren Tag zu warten, um seine zwei Infanteriedivisionen heranzuführen. Ermutigt durch seine Vorgesetzten und die deutschen Doktrin, anzugreifen, bevor der Feind sich weiter vorbereiten konnte, entschied er sich, nicht zu warten. Der Nachrichtendienst der 6. Armee meldete weiterhin, dass die Franzosen sich zurückzogen. Hoepner befahl dem XVI Armeekorps die Verfolgung und ging davon aus, dass die deutschen Panzerspitzen bereits westlich von Gembloux standen (was falsch war). Trotzdem befahl das Korps um 22:45 Uhr einen Angriff der 3. und 4. Panzerdivisionen für 08:00 Uhr des 15. Mai an der Eisenbahnlinie beiderseits von Tilly, weit jenseits der französischen Verteidigungsanlagen bei Gembloux. Stukas und Artillerie sollten den Angriff auf beiden Seiten von Ernage auf einer Front von weniger als 6 km unterstützen. Pioniereinheiten sollten die von den Franzosen gesprengten Brücken und Kreuzungen reparieren, die die Logistik zu stören drohten.
Der Kommandeur der 4. Panzerdivision befahl seiner 4. Schützenbrigade (mot.), drei Bataillone auf einer Linie von Gembloux bis Ernage einzusetzen. Zusätzlich zur Luftunterstützung würde ein Artillerieregiment eine 30-minütige Vorbereitung auf die französische Hauptstellung feuern. Die Überquerung der Bahnlinie sollte die Infanterie signalisieren, woraufhin die 5. Panzerbrigade zusammen mit den Schützen die französische Stellung angreifen würde. So sollte der Vorstoß in Richtung Nivelles vorgetragen werden. Der Plan für die 3. Panzer-Division ist weniger klar. Ihr erstes Ziel war es, zwei Hügel westlich der Linie Chastre-Noirmont zu erreichen. Die Masse der Panzer dieser Division sollte in der Reserve warten, um sich mit feindlichen Panzern auseinanderzusetzen oder den Durchbruch auszunutzen.
Rechts von den Panzerdivisionen sollte das deutsche IV. Korps am Morgen des 15. Mai in erbitterte Kämpfe verwickelt werden und es warnte um 09:20 Uhr seine Divisionen, dass sich an der Dyle eine "Entscheidungsschlacht entwickeln würde. Das Korps befahl eine konzentrierte Anstrengung im Raum Ottignies an der Schnittstelle zwischen der 7. und 18. Infanterie-Division.

#### Erstes Gefecht von Perbais
Die französische Artillerie hatte die ganze Nacht schweres Feuer aufrechterhalten, aber die geplanten Stuka-Angriffe und die Vorbereitung der deutschen Artillerie gingen ab 07:30 Uhr voran. Um 08:00 Uhr rückte die Infanterie der 4. Panzer-Division ungestört von feindlichem Beschuss vor. Um 08:10 Uhr feuerten Schützen weiße Leuchtsterne ab, die anzeigten, dass sie die Bahnlinie überquert hatten, aber um 08:20 Uhr nahm die französische Artillerie den Vorstoß unter Feuer und als die deutschen Panzer heran kamen, wurden sie festgenagelt. Um 09:30 Uhr hatte das 36. Panzerregiment schwere Verluste erlitten; auch das 35. Panzerregiment verzeichnete schwere Ausfälle. Als das Hauptquartier der 5. Panzerbrigade nachfragte, warum die Infanterie nicht vorrückte, kam als Antwort, der Angriff sei aussichtslos. Um 10:00 Uhr hatte das II. Bataillon des 12. Schützenregiments eine Kompanie auf der Eisenbahnlinie bei Gembloux. Dessen Vormarsch war jedoch langsam und teuer erkauft; um 11.00 Uhr kam er zum Stillstand. Der Funkkontakt zur 5. Panzerbrigade war verloren gegangen und die Panzer gingen in planlosen Aktionen überwiegend verloren.
Währenddessen griff die Infanterie der 3. Panzer-Division um 09:15 Uhr von Walhain-St.Paul aus gegen Perbais an, aber auch sie blieb um 11:00 Uhr stecken.
Die Ju 87 und die Artillerie schafften es nicht, die französischen Geschütze zum Schweigen zu bringen. Die meisten Meldungen über französische Batterien waren zu ungenau, um von Nutzen zu sein. Ein Aufklärungsflugzeug wurde durch französische Jäger gehindert. Um 10:30 Uhr musste sich das schwere Artilleriebataillon selbst vor französischem Gegenfeuer zurückziehen. Um 11:18 Uhr veranlasste die Wucht des französischen Beschusses auf Zufahrtswege und Einrichtungen den Artilleriekommandeur des Korps zu dem Schluss, dass das Halten der erzielten Gewinne und das Heranbringen von Verstärkungen ernsthaft gefährdet waren. Der Angriff auf der Straße Wavre-Gembloux steckte fest; nur ein Bataillon hatte die Bahnlinie erreicht, woraufhin sofort ein französischer Panzer- und Infanterie Gegenangriff erfolgte, gegen den die deutschen Panzerabwehrkanonen wenig Wirkung zeigten. Einige der deutschen Pak-Bedienungen flohen, ohne überhaupt das Feuer zu eröffnen.
Als die Panzer begannen, sich zurückzuziehen, zog sich auch das I. Bataillon des 12. Schützenregiments befehlswidrig zurück. Ein Versuch des 36. Panzerregiments, eine Lücke im Bahndamm bei Lonzee gegen die 15e DIM auszunutzen, scheiterte sofort unter französischem Feuer. Die 4. Panzerdivision wurde aufgehalten.
Da die 3. Panzerdivision ihre Panzerbrigade zurückhielt, verlief der Kampf etwas anders. Im Morgengrauen des 15. Mai befand sich das 3. Bataillon des 3. Schützenregiments nordöstlich von Ernage, hatte sich in der Nacht jedoch zu weit nach rechts bewegt, wodurch sich eine Lücke von 1–2 km zwischen der 3. und 4. Panzer-Division ergab. Das III. Bataillon des 3. Schützenregiments westlich von Baudeset erhielt den Befehl, die Lücke zu schließen. Das I. Bataillon griff den nördlichen Rand von Ernage an, aber der Angriff brach unter französischem Infanteriefeuer zusammen. Um 08:00 Uhr rückte das II. Bataillon nach weiterer Luft- und Artillerievorbereitung, behindert durch die eigene Artillerie, die nach Kartenkoordinaten feuerte, in Richtung Perbais vor und scheiterte seinerseits.
In einem zweiten Versuch erneuerten das I. und II. Bataillon ihren Vorstoß mit Unterstützung des 75. Artillerieregiments, wobei die Artillerie dieses Mal das Beobachtungsfeuer mit besserer Wirkung durchführte. Davon und von einem Ju 87-Angriff profitierend, nahmen die Schützen Perbais trotz schwerer Verluste ein und rückten bis zur Eisenbahnlinie vor. Einige Panzer kamen zur Unterstützung heran und die Lage begann vielversprechender zu werden.
Auf französischer Seite hinterließen die intensiven Einsätze der deutschen Luftwaffe einen starken Eindruck. Aufklärungsflüge der 1. Armee und des IV. Korps fielen der Flak und feindlichen Jägern zum Opfer. Das IV. Korps hatte die Hauptlast des Panzerangriffs zu tragen. Die 1. Marokkanische Division hielt dem Angriff von etwa eineinhalb Panzerdivisionen stand. Das 7. marokkanische Regiment in Ernage kämpfte ebenso wie das benachbarte 110. in Perbais erbittert, bevor es aufgeben musste. Ein gemischter Posten zwischen den beiden Regimentern leistete eingekesselt bis 15:00 Uhr Widerstand. Das 2. marokkanische Regiment befand sich in exponiertem Gelände und um 12:00 Uhr waren sieben Züge in ihrer Frontlinie fast zerstört, obwohl die Unterstützungseinheiten durchhielten. Das 1. marokkanische Regiment in Gembloux wurde in die Stadt zurückgedrängt, hielt aber stand.
Das französische Zentrum blieb solide und die rechte Flanke bei Gembloux stark. Die Bedrohungen bei Ernage und entlang der Eisenbahnlinie Gembloux-Nivelles war bedeutsamer. Der Kommandeur der 1ere DM beschloss, an der Haltelinie bei Cortil-Noirmont die Hauptstellung mit Hilfe der Reserve des Korps (3. Bataillon des 7. marokkanischen Regiments) und der Panzerbrigade zurückzuerobern. Um die rechte Mitte wiederherzustellen, würde die Divisionsreserve (3. Bataillon des 2. marokkanischen Regiments) und das 35. Panzerbataillon eingesetzt werden. Allerdings machten sich bei den Franzosen nun Nachschubprobleme bemerkbar: die Munition wurde knapp.

#### Zweites Gefecht von Perbais
Am Nachmittag des 15. Mai ging das Gefecht von Perbais in einen zweiten Durchgang.
General Hoepner ordnete für 12:00 Uhr einen neuen Stuka-Angriff an und befahl seinen Divisionen, diesen auszunutzen, um die feindliche Stellung zu durchbrechen. Das französische Feuer ließ jedoch nicht nach und um 12:30 Uhr lehnte es der Kommandeur des 35. Panzerregiments ab, den erneuten Angriff vorzutragen, nachdem es die Hälfte seiner Panzer verloren hatte. Der Kommandeur der 4. Panzer-Division, Generalleutnant Stever wurde schwer verwundet. Der Kommandeur der 5. Panzer-Brigade verlor den Kontakt zum Befehlshaber. Gegen 14:00 Uhr gab General Hoepner angesichts der unübersichtlichen Lage den Befehl, den Angriff der 4. Panzer-Division abzubrechen. Die 3. Panzer-Division sollte jedoch weiter im Raum Ernage vorrücken und dabei von der 35. und der 20. Infanterie-Division unterstützt werden.
Nachdem der Tag zu optimistisch begonnen hatte, schwenkte die deutsche Führung nun in das andere Extrem. Die 6. Armee lehnte die Bitte des XVI. Korps, den Angriff am nächsten Morgen zu erneuern, zugunsten eines Sammelangriffs der gesamten Armee ab, der aber nicht vor dem 17. Mai beginnen konnte. Es gab handfeste Gründe für die Verzögerung: der Artilleriekommandeur des Korps wies auf die deutschen Schwierigkeiten hin, die französischen Batterien zu lokalisieren und zu neutralisieren, und fügte hinzu, dass die Logistikeinheiten den hohen Munitionsverbrauch aufgrund des Zustands des Straßennetzes nicht ausgleichen konnten.
Das Kriegstagebuch der 4. Panzerdivision macht das Ausmaß der Niederlage deutlich. Ab 11:07 Uhr war der Funkkontakt mit dem Stab der 5. Panzer-Brigade verloren. Berichte von der Front zeigten, dass die Panzer schwere Verluste erlitten und dem gegnerischen Feuer nicht mehr standhalten konnten. Daher beorderte die Division um 12:00 Uhr die Panzer zurück in ihre Ausgangsstellungen. Um 13:00 Uhr meldete die 4. Schützenbrigade, dass sich die Infanterie ebenfalls zurückzog. Um 15:00 Uhr meldete die 4. Panzer-Division dem XVI. Korps, dass der Stab der Panzer-Brigade auf der Bahnlinie festsaß. Auch die 4. Schützenbrigade hatte schwere Verluste erlitten und es bestand keine Aussicht auf Erfolg und es war fraglich, ob die Truppe am 16. Mai wieder angreifen konnte.
Ein deutscher Durchbruch war wiederum nicht gelungen.

#### Corbais
4 km nördlich, bei Corbais war die Situation der 3. Panzerdivision anders. Sie hatte nur einen Bruchteil ihrer Panzer eingesetzt und eines ihrer drei Schützenbataillone war noch nicht im Gefecht geschwächt worden.

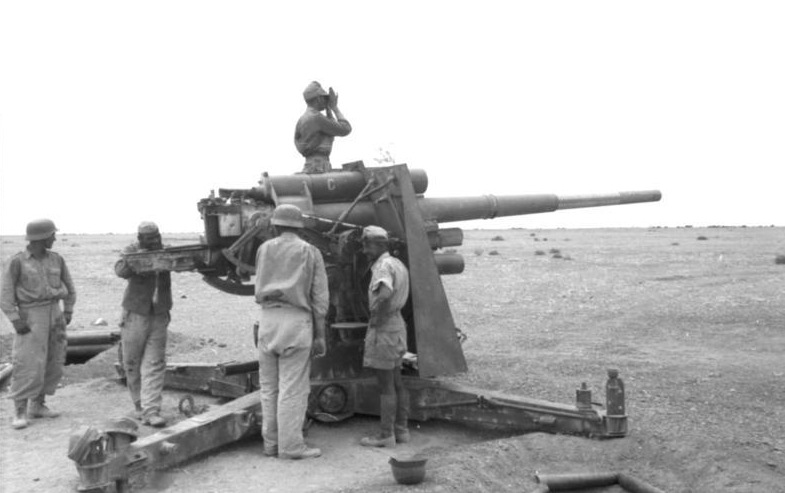
8,8 cm Flak-Geschütz (hier in Nordafrika)

Im Laufe des Nachmittags gingen bei der 3. Panzer-Division Meldungen der benachbarten 18. Infanterie-Division über französische Panzergegenangriffe auf die rechte Flanke der Division ein. Um 13:00 Uhr verlegten 8,8 cm Flak und Panzer des 5. Panzerregiments in den Raum Perbais, um diese Bedrohung abzuwehren. Um 15:55 Uhr meldete die Luftaufklärung Panzer und Schützen auf der Bahnlinie zwischen Ernage und Chastre. Um 16:48 Uhr meldete die 3. Panzer-Brigade wirksamen feindlichen Artilleriebeschuss. Um 18:00 Uhr begannen die Einheiten der 3. Schützenbrigade mit dem Rückzug aus Perbais. Die 3. Panzer-Brigade beorderte Panzer nach vorne, um den Rückzug aufzuhalten, aber um 18:20 Uhr meldete die 3. Panzer-Brigade, dass sie das Panzerhindernis nordwestlich von Ernage unter schwerem Feuer und feindlichem Panzer-Gegenangriff von Westen her durchbrechen würde und die Panzer-Brigade forderte Artillerie-Unterstützung an. Fast zum gleichen Zeitpunkt meldete die 18. Infanterie-Division feindliche Panzerangriffe auf beiden Seiten von Corbais.
Die Infanterie der 3. Panzer-Division begann sich am Nachmittag wegen schwerem Artilleriebeschuss aus Perbais zurückzuziehen. Doch dann rückten zwei Kompanien des III. Bataillons des 3. Schützenregiments gegen 18:00 Uhr mit einer Kompanie Panzer von Ernage nach Westen vor. Trotz des heftigen französischen Widerstands bei Chastre gelang es der Infanterie, zwei Hügel westlich von Noirmont zu erreichen, dem ursprünglichen Ziel der 3. Panzer-Division Ein französischer Panzer- und Infanterie-Gegenangriff schlug in ihre offene Flanke ein. Das 6. Panzerregiment schickte Verstärkungen.
Die deutsche Formation wurde von der Luftwaffenaufklärung auf die Präsenz der französischen Panzer aufmerksam gemacht. Zwölf französische Panzer, gefolgt von marokkanischer Infanterie, griffen sie von der Flanke her an. Die Deutschen behaupteten, sechs Panzer zerstört und die Marokkaner zerstreut zu haben. Anschließend fuhr eine Maschinengewehrkompanie zwei Kilometer weit ohne Verluste vor, erbeutete viel Material, aber die Munition ging aus. An diesem Punkt, so die deutschen Berichte, eröffneten die Franzosen erneut das Feuer auf sie und zwei französische Panzer erschienen, die den Panzer III und drei der Panzer Is ausschalteten. Daraufhin hielt das III. Bataillon vor der französischen Verteidigung im Raum Cortil-Noirmont an. Um 20:54 Uhr traf ein Befehl des XVI. Korps ein, den Angriff zu stoppen, gefolgt von einem weiteren der Brigade, sich hinter die Eisenbahnlinie zurückzuziehen.
General Hoepner befahl schließlich den vorderen Einheiten der 3. Panzer-Division, ihre Positionen zu halten. In der Zwischenzeit zog sich jedoch fast das gesamte 3. Schützenregiment mit seinen Unterstützungspanzern zurück. Seine I. und II. Bataillone waren erschöpft und hatten seit 36 Stunden keinen Nachschub mehr erhalten. Die Chance, die französischen Verteidigungslinien zu durchbrechen, falls sie überhaupt jemals bestand, war verloren.

#### Gefecht von Ernage
Im Abschnitt der 1ere DM kam es am Nachmittag zu erbitterten Kämpfen an der Nordflanke, die den schwächsten Punkt ihrer Linie bei Ernage darstellte. Das 1. Bataillon des 7. marokkanischen Regiments war dort eingekesselt. Es hatte den Kontakt zum benachbarten 110. Infanterieregiment am Mittag verloren, als die deutsche Infanterie die Eisenbahnlinie zwischen Ernage und Perbais überquerte. Um 12:30 Uhr erfolgte der Rückzug zum Hauptquartier des 2. Bataillons des 7. marokkanischen Regiments, das die Haltelinie bei Cortil-Noirmont besetzt hielt. In Ernage kämpfte das 7. marokkanische Regiment bis 18:00 Uhr weiter. Nur 12 Mann, darunter der kommandierende Offizier, die alle verwundet waren und alle Verteidigungsmöglichkeiten ausgeschöpft hatten, ergaben sich.
Ursprünglich hatten Panzer und das 3. Bataillon des 7. marokkanischen Regiments einen Gegenangriff an der Südflanke vortragen sollen. Als klar wurde, dass die Panzer nicht zur Verfügung standen, wurde das 3. Bataillon zur Verstärkung der Verteidigung hinter Ernage eingesetzt, obwohl Angriffe der Ju 87 seine Bewegung trotz des Einsatzes eines Kampfflugzeugs, das zwei Ju 87 zum Absturz brachte, verlangsamten. Gegen 14:00 Uhr stellte die Reserve den Kontakt zu einer Kompanie der 110. Infanterie bei Villeroux wieder her, aber die Lage blieb kritisch und das Hauptquartier des 7. marokkanischen Regiments und sein unterstützendes Artilleriebataillon begannen sich in Richtung St. Gery abzusetzen. Diese Rückzugsbewegung wurde gestoppt und um 16:00 Uhr kämpften sich die verbliebenen zwei Kompanien des 1. Bataillons des 7. marokkanischen Regiments zurück und verlängerten die Front in Richtung Chastre, um die Situation zu stabilisieren. Das 3. Bataillon wurde zurückbeordert, um sich bei Les Communes einzugraben. Das 1. Bataillon des 2. marokkanischen Regiments auf der rechten Seite wurde ebenfalls schwer in Mitleidenschaft gezogen. Es gab Anzeichen von Panik unter den Truppen. Gegen 13:00 Uhr erfolgten schwere Luftangriffe gefolgt von erneuten Panzer- und Infanterieangriffen, was den französischen Gegenangriff verzögerte. Die Reste des 2. marokkanischen Regiments zogen sich am Abend bis zu einer Auffanglinie zurück, wo die letzten Munitionsreserven verteilt wurden.
Der befohlene Gegenangriff, bei dem das 35. Panzerbataillon mit dem 3. Bataillon des 2. marokkanischen Regiments eingesetzt wurde ging von den Reservestellungen etwa 8 km vom Ziel, der Eisenbahnlinie von Ernage nach Gembloux, entfernt, aus. Die 9. Kompanie der Marokkaner sollte auf der linken Seite mit einer Kompanie R35-Panzer angreifen und die 11. Kompanie mit einer weiteren Kompanie Renaults auf der rechten Seite. Die Angreifer sammelten sich um 14:30 Uhr und erreichten die Linie gegen 16:30 Uhr. Dort wurde die Formation von massivem Beschuss und Bombenangriffen getroffen. Deutsches konzentriertes Feuer hielt den Angriff auf. Die marokkanische Infanterie ging in Deckung, es gab kaum Unterstützung durch die Artillerie. Die Panzer überwanden zwar die deutsche Panzerabwehr, konnten aber nicht vorankommen. Um 18:30 Uhr war der Angriff beendet.

#### Französischer Rückzug

Lageentwicklung ab 16. Mai 1940

Bisher hatte die französische I. Armee allen Widrigkeiten getrotzt, aber der schnelle Durchbruch bei Sedan südlich der I. Armee bedrohte ihre Flanke und ihren rückwärtigen Bereich. Die Panzer der 2me DLM, die meisten Aufklärungsbataillone und sogar ein Teil der Infanteriereserven wurden abgezogen, um die rechte Flanke zu decken. Die um Wavre stehenden Teile der I. Armee erhielten gegen 20:00 Uhr den Befehl, einen schrittweisen Rückzug an die französisch-belgische Grenze einzuleiten. Währenddessen bildete das IV. Korps einen Verteidigungsschirm und wehrte die deutschen Panzer ab.
Um 14:00 Uhr erhielt das IV. Korps dann die Falschmeldung, dass Perbais und Chastre verloren seien und somit der Kontakt zwischen dem 7. marokkanischen Regiment und der 110. Infanterie-Division abgebrochen sei. Während sich die Schlacht damit ihrem Höhepunkt näherte, erhielt das IV. Korps um 15:00 Uhr den Befehl, den Rückzug auf seiner rechten Seite zu beginnen. Zur gleichen Zeit wurde das 3. Bataillon des 7. marokkanischen Regiments, das sich in Reserve befand, bei Cortil-Noirmont eingesetzt, um die Verbindung mit der 110. wieder herzustellen. Um 16:00 Uhr wurde ein Gegenangriff mit dem 35. Panzerbataillon und dem 3. Bataillon des 2. marokkanischen Regiments gestartet. Obwohl die Infanterie schwere Verluste erlitt und nur eine Handvoll Panzer unversehrt blieb, wurde die Falschmeldung abgegeben, dass die Hauptverteidigungsstellung wiederhergestellt sei. Um 18:00 Uhr wurden neue deutsche Angriffe gegen das 7. marokkanische Regiment gemeldet, einige Panzer drangen bis nach St. Gery vor, wo Einheiten des Divisionsaufklärungsbataillons sie aufhielten.
Zur gleichen Zeit erhielten die Regimenter der 15e DIM den Befehl zum Rückzug am Abend, während sie um 18:30 Uhr einen Panzerangriff auf Beuzet mit Artillerie- und Panzerabwehrfeuer stoppten. Um 20:00 Uhr gab die 1e DM den Befehl zum Rückzug, während das 7. marokkanische Regiment einen letzten deutschen Angriff mit Erfolg abwehrte.